# Bur Lintang (berg i Indonesien, lat 3,92, long 97,33)
Bur Lintang är ett berg i Indonesien.   Det ligger i provinsen Aceh, i den västra delen av landet, 1 500 km nordväst om huvudstaden Jakarta. Toppen på Bur Lintang är 2 160 meter över havet, eller 153 meter över den omgivande terrängen. Bredden vid basen är 2,2 km.
Terrängen runt Bur Lintang är bergig åt sydväst, men åt nordost är den kuperad.Runt Bur Lintang är det ganska tätbefolkat, med 120 invånare per kvadratkilometer. I omgivningarna runt Bur Lintang växer i huvudsak städsegrön lövskog.